# Gonomyia bryanti
Gonomyia bryanti är en tvåvingeart som beskrevs av Alexander 1915. Gonomyia bryanti ingår i släktet Gonomyia och familjen småharkrankar. Inga underarter finns listade i Catalogue of Life.